# Grand Prix Niemiec 1969

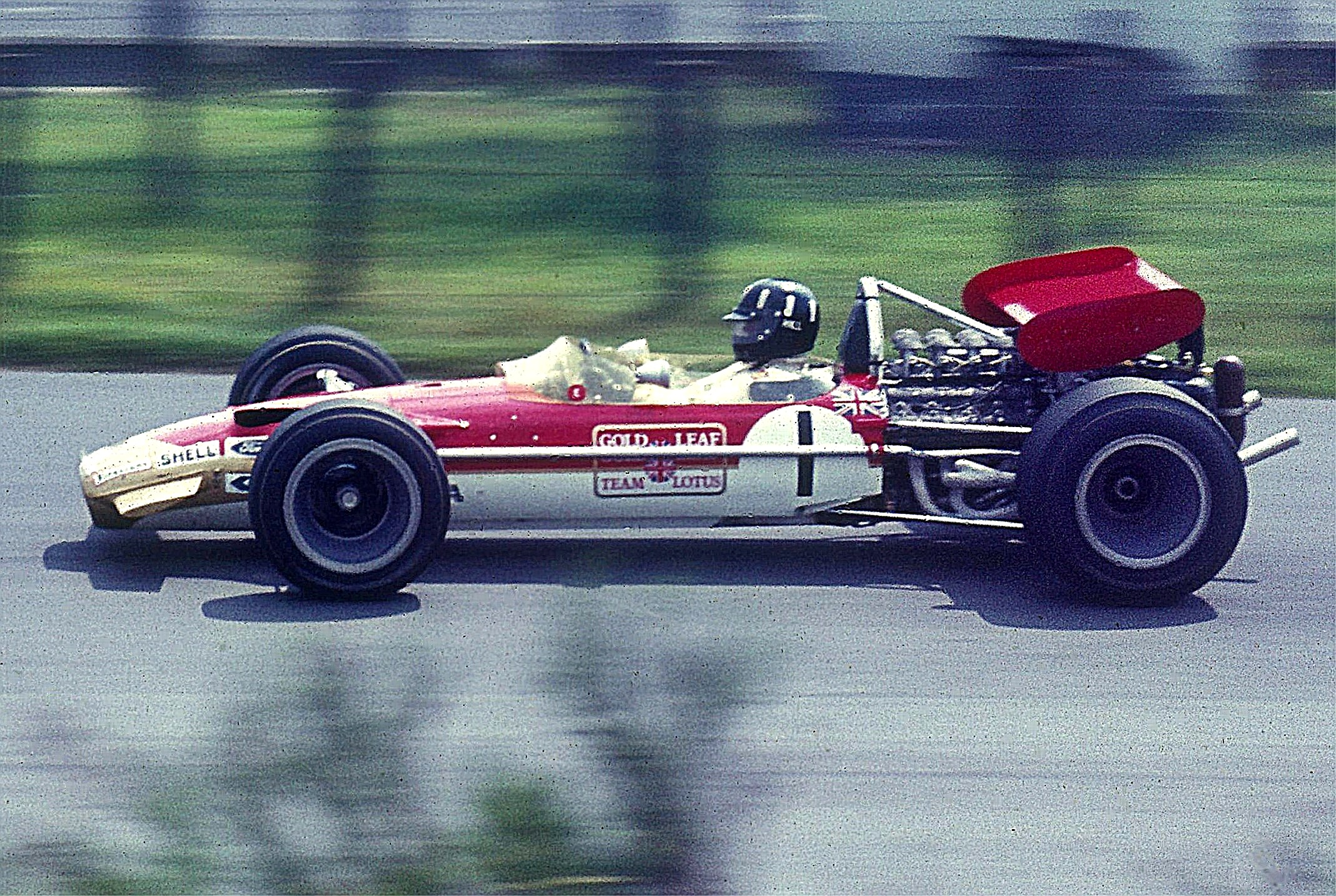
Graham Hill podczas Grand Prix Niemiec 1969

Grand Prix Niemiec 1969 (oryg. Großer Preis von Deutschland) – siódma runda Mistrzostw Świata Formuły 1 w sezonie 1969, która odbyła się 3 sierpnia 1969, po raz 16. na torze Nürburgring.
31. Grand Prix Niemiec, 17. zaliczane do Mistrzostw Świata Formuły 1.

## Klasyfikacja
| Legenda oznaczeń w tabelach wyników Wyświetl szablon na nowej stronie | Legenda oznaczeń w tabelach wyników Wyświetl szablon na nowej stronie                                                                     |
| Oznaczenie                                                            | Wyjaśnienie |
| --------------------------------------------------------------------- | --- |
| Złoty                                                                 | Zwycięzca lub mistrzostwo |
| Srebrny                                                               | 2. miejsce lub wicemistrzostwo |
| Brązowy                                                               | 3. miejsce lub II wicemistrzostwo |
| Zielony                                                               | Ukończył, punktował (w klasyfikacji generalnej, gdy zdobył co najmniej jeden punkt na przestrzeni sezonu, poza trzema powyższymi opcjami) |
| Niebieski                                                             | Ukończył, nie punktował (w klasyfikacji generalnej, gdy nie zdobył co najmniej jednego punktu na przestrzeni sezonu)                      |
| Czerwony                                                              | Nie zakwalifikował się (NZ) |
| Czerwony                                                              | Nie prekwalifikował się (NPK) |
| Różowy                                                                | Nie ukończył (NU) |
| Różowy                                                                | Niesklasyfikowany (NS) (w klasyfikacji generalnej, gdy nie został sklasyfikowany w żadnym wyścigu sezonu)                                 |
| Czarny                                                                | Zdyskwalifikowany (DK) |
| Czarny                                                                | Wykluczony (WYK/EX) |
| Biały                                                                 | Nie wystartował (NW) |
| Biały                                                                 | Kontuzjowany (K/INJ) |
| Biały                                                                 | Wyścig odwołany (OD/C) |
| Bez koloru                                                            | Został wycofany (WYC/WD) |
| Bez koloru                                                            | Nie przybył (NP/DNA) |
| Bez koloru                                                            | Nie brał udziału w treningach (NT/DNP) |
| Bez koloru                                                            | Nie został zgłoszony (–) |
| Pogrubienie                                                           | Start z pole position |
| Kursywa                                                               | Najszybsze okrążenie wyścigu |
| †                                                                     | Nie ukończył, ale jego rezultat został zaliczony ze względu na przejechanie więcej niż 90% dystansu wyścigu.                              |
| *                                                                     | Sezon w trakcie |
| 1/2/3                                                                 | Punktowana pozycja w sprincie kwalifikacyjnym                                                                                             |
| Lista systemów punktacji Formuły 1                                    | |

W wyścigu uczestniczyli również zawodnicy startujący w ramach Formuły 2 (na czerwonym tle).
| Poz. | Nr. | Kierowca             | Konstruktor  | Okrążeń | Czas/powód NU      | Poz. start. | Punktów |
| ---- | --- | -------------------- | ------------ | ------- | ------------------ | ----------- | ------- |
| 1    | 6   | Jacky Ickx           | Brabham-Ford | 14      | 1:49:55.4          | 1           | 9       |
| 2    | 7   | Jackie Stewart       | Matra-Ford   | 14      | + 57.7             | 2           | 6       |
| 3    | 10  | Bruce McLaren        | McLaren-Ford | 14      | + 3:21.6           | 8           | 4       |
| 4    | 2   | Graham Hill          | Lotus-Ford   | 14      | + 3:58.8           | 9           | 3       |
| 5    | 26  | Henri Pescarolo      | Matra-Ford   | 14      | +7:11.0            | 13          |         |
| 6    | 29  | Richard Attwood      | Brabham-Ford | 13      | +1 okrążenie       | 20          |         |
| 7    | 20  | Kurt Ahrens Jr.      | Brabham-Ford | 13      | +1 okrążenie       | 19          |         |
| 8    | 22  | Rolf Stommelen       | Lotus-Ford   | 13      | +1 okrążenie       | 22          |         |
| 9    | 31  | Peter Westbury       | Brabham-Ford | 13      | +1 okrążenie       | 18          |         |
| 10   | 30  | Xavier Perrot        | Brabham-Ford | 13      | +1 okrążenie       | 24          |         |
| 11   | 11  | Jo Siffert           | Lotus-Ford   | 12      | Zawieszenie        | 4           | 2       |
| 12   | 8   | Jean-Pierre Beltoise | Matra-Ford   | 12      | Zawieszenie        | 10          | 1       |
| NU   | 9   | Denny Hulme          | McLaren-Ford | 11      | Przen napędu       | 5           |         |
| NU   | 15  | Jackie Oliver        | BRM-Ford     | 11      | Wyciek oleju       | 16          |         |
| NU   | 2   | Jochen Rindt         | Lotus-Ford   | 10      | Zapłon             | 3           |         |
| NU   | 28  | François Cevert      | Tecno-Ford   | 9       | Koło zębate        | 14          |         |
| NU   | 27  | Johnny Servoz-Gavin  | Matra-Ford   | 6       | Silnik             | 12          |         |
| NU   | 16  | Joakim Bonnier       | Lotus-Ford   | 4       | Wyciek paliwa      | 23          |         |
| NU   | 17  | Piers Courage        | Brabham-Ford | 1       | Wypadek            | 7           |         |
| NU   | 12  | Vic Elford           | McLaren-Ford | 0       | Wypadek            | 6           |         |
| NU   | 3   | Mario Andretti       | Lotus-Ford   | 0       | Wypadek            | 15          |         |
| NW   | 14  | John Surtees         | BRM          | -       | Nie wystartował    | 11          |         |
| NW   | 24  | Gerhard Mitter       | BMW          | -       | Śmiertelny wypadek | 25          |         |
| NW   | 23  | Hubert Hahne         | BMW          | -       | Nie wystartował    | 17          |         |
| NW   | 25  | Dieter Quester       | BMW          | -       | Nie wystartował    | 21          |         |
| NW   | 21  | Hans Herrmann        | Lotus-Ford   | -       | Nie wystartował    | -           |         |